# Vellefaux
Vellefaux és un municipi francès situat al departament de l'Alt Saona i a la regió de Borgonya - Franc Comtat. L'any 2007 tenia 470 habitants.

## Demografia

### Població
El 2007 la població de fet de Vellefaux era de 470 persones. Hi havia 192 famílies, de les quals 36 eren unipersonals (8 homes vivint sols i 28 dones vivint soles), 88 parelles sense fills, 64 parelles amb fills i 4 famílies monoparentals amb fills.
La població ha evolucionat segons el següent gràfic:
Habitants censats

### Habitatges
El 2007 hi havia 204 habitatges, 193 eren l'habitatge principal de la família, 3 eren segones residències i 8 estaven desocupats. 192 eren cases i 12 eren apartaments. Dels 193 habitatges principals, 156 estaven ocupats pels seus propietaris, 35 estaven llogats i ocupats pels llogaters i 2 estaven cedits a títol gratuït; 3 tenien una cambra, 2 en tenien dues, 14 en tenien tres, 33 en tenien quatre i 141 en tenien cinc o més. 156 habitatges disposaven pel capbaix d'una plaça de pàrquing. A 65 habitatges hi havia un automòbil i a 118 n'hi havia dos o més.

### Piràmide de població
La piràmide de població per edats i sexe el 2009 era:
| Homes | Edats   | Dones |
| ----- | ------- | ----- |
| 0     | 95 o +  | 0     |
| 0     | 90 a 94 | 4     |
| 0     | 85 a 89 | 4     |
| 4     | 80 a 84 | 4     |
| 4     | 75 a 79 | 0     |
| 4     | 70 a 74 | 12    |
| 12    | 65 a 69 | 8     |
| 12    | 60 a 64 | 8     |
| 24    | 55 a 59 | 8     |
| 24    | 50 a 54 | 32    |
| 28    | 45 a 49 | 28    |
| 28    | 40 a 44 | 20    |
| 8     | 35 a 39 | 24    |
| 4     | 30 a 34 | 4     |
| 12    | 25 a 29 | 12    |
| 24    | 20 a 24 | 12    |
| 20    | 15 a 19 | 20    |
| 16    | 10 a 14 | 36    |
| 8     | 5 a 9   | 16    |
| 8     | 0 a 4   | 0     |

## Economia
El 2007 la població en edat de treballar era de 315 persones, 232 eren actives i 83 eren inactives. De les 232 persones actives 224 estaven ocupades (118 homes i 106 dones) i 8 estaven aturades (1 home i 7 dones). De les 83 persones inactives 41 estaven jubilades, 18 estaven estudiant i 24 estaven classificades com a «altres inactius».

### Ingressos
El 2009 a Vellefaux hi havia 198 unitats fiscals que integraven 493 persones, la mediana anual d'ingressos fiscals per persona era de 19.614 €.

### Activitats econòmiques
Dels 15 establiments que hi havia el 2007, 1 era d'una empresa extractiva, 1 d'una empresa de fabricació d'elements pel transport, 1 d'una empresa de fabricació d'altres productes industrials, 6 d'empreses de construcció, 1 d'una empresa de comerç i reparació d'automòbils, 1 d'una empresa immobiliària i 4 d'empreses de serveis.
Dels 4 establiments de servei als particulars que hi havia el 2009, 3 eren guixaires pintors i 1 lampisteria.
L'any 2000 a Vellefaux hi havia 8 explotacions agrícoles.

## Equipaments sanitaris i escolars
El 2009 hi havia una escola elemental.

## Poblacions més properes
El següent diagrama mostra les poblacions més properes.